# 宋翔
宋翔，北直隸順天府大興縣（今北京市境内），清朝政治人物。

## 生平
順治二年（1645年）舉乙酉科順天府鄉試，順治三年（1646年）聯登丙戌科進士，授戶部雲南司主事，后管理代州餉務。之後改河南開封府封丘縣知縣、戶部雲南清吏司主事、戶部郎中。